# Míssil balístic tàctic
Un míssil balístic tàctic (en anglès: Battlefield Range Ballistic Missile) (BRBM) és un míssil balístic dissenyat per a un ús de curt abast. Típicament, l'abast és menor a 300 km. Els míssils balístics tàctics són usualment mòbils per assegurar la supervivència i un ràpid desplegament, així com poder carregar diversos tipus de caps de guerra per a diferents blancs, com ser instal·lacions, àrees d'assemblats, artrillería i altres blancs darrere de les línies enemigues. Els caps de guerra poden incloure explosius armes convencionals, armes químiques, biològiques o nuclears. Normalment les armes nuclears tàctiques estan limitades en el seu rendiment total en comparació amb els míssils estratègics.

## Descripció
Els míssils balístics tàctics cobreixen el rang entre l'artilleria de coets convencional i els míssils balístics de curt abast. Els míssils tàctics poden portar una major càrrega útil darrere de les línies enemigues en comparació dels coets o l'artilleria, mentre tenen una major mobilitat i són menys costosos que els més estratègics míssils de teatre d'operacions. Addicionalment, a causa de la seva mobilitat, els míssils tàctics són més adequats per respondre als avanços en el camp de batalla.
Per a moltes nacions, els míssils tàctics representen el límit superior del seu equipament basat en terra. Poden proveir una poderosa arma per un preu molt econòmic, i en alguns casos són buscats per ajudar a anivellar el camp contra oponents que són clarament superiors en altres àrees de la tecnologia militar. En l'actualitat, la tecnologia de míssils balístics és relativament accessible a les nacions que poden trobar un altre tipus de tecnologia militar anés del seu abast.
Els míssils balístics són encara difícils de derrotar en el camp de batalla. Els més nous sistemes de defensa aèria tenen l'habilitat millorada d'interceptar míssils tàctics, però encara no poden protegir de forma fiable contra amenaces de míssils balístics. Això permet que una força moderada de míssils pugui amenaçar a un enemic superior en penetrar les seves defenses aèries millor que amb els avions convencionals, al mateix temps que proporciona una aconsegueixi més profund que l'artilleria convencional.

## Llista de míssils balístics tàctics
- MGM-140 ATACMS (300 km) (Estats Units)
- MGM-52 Lance (120 km) (Estats Units)
- W-1 (60–180 km) (Xina)
- DTI-1 (60–180 km) (Tailàndia)
- Shaurya (750 km) (Índia)
- Prahar (150 km) (Índia)
- Nasr/Hatf IX (60 km) (Pakistan)
- Abdali/Hatf-II (180 km) (Pakistan)
- Hatf-I (100 km) (Pakistan)
- Ghaznavi-I/Hatf-III (290 km) (Pakistan)
- J-600T Iıldırım (150–900 km) (Turquia)
- TOROS (100–160 km) (Turquia)
- T-300 Casırga (100-120 km) (Turquia)
- OTR-21 Totxka (90–185 km) (URSS)
- 2K6 Lluna (10–50 km) (URSS)
- LORA (250–300 km) (Israel)